# Cantó de Montdidier
El cantó de Montdidier és un cantó francès del departament del Somme, situat al districte de Montdidier. Té 34 municipis i el cap és Montdidier.

## Municipis

- Andechy
- Assainvillers
- Ayencourt
- Becquigny
- Bouillancourt-la-Bataille
- Boussicourt
- Bus-la-Mésière
- Cantigny
- Le Cardonnois
- Courtemanche
- Davenescourt
- Erches
- Ételfay
- Faverolles
- Fescamps
- Fignières
- Fontaine-sous-Montdidier
- Gratibus
- Grivillers
- Guerbigny
- Hargicourt
- Laboissière-en-Santerre
- Lignières
- Malpart
- Marestmontiers
- Marquivillers
- Mesnil-Saint-Georges
- Montdidier
- Piennes-Onvillers
- Remaugies
- Rollot
- Rubescourt
- Villers-Tournelle
- Warsy

## Història
| Data d'elecció                           | Identitat            | Partit                     | Qualitat |
| ---------------------------------------- | -------------------- | -------------------------- | -------- |
| 1945-1949                                | Georges Marcel       |                            |          |
| 1949-1967                                | Jean Doublet         | Divers droite              |          |
| 1967-1979                                | Jean-Louis Massoubre | UDR, després RPR           |          |
| 1979-1998                                | Gérard Flamand       | RPR, després Divers droite |          |
| 1998-2011                                | Catherine Le Tyrant  | PS                         |          |
| 2011-                                    | Catherine Quignon    | PS                         |          |
| les dades anteriors no són pas conegudes |                      |                            |          |
|                                          |                      |                            |          |

## Demografia
| A partir de 1990: Població sense dobles comptes |